# 新希伯倫 (密西西比州)
新希伯倫（英語：New Hebron）是位於美國密西西比州勞倫斯縣的城鎮。

## 人口
根據2020年美國人口普查的數據，新希伯倫的面積為1.73平方千米，皆為陸地。當地共有人口386人，而人口密度為每平方千米223人。